# إيفان ماركوني (لاعب كرة قدم)
إيفان ماركوني (بالإيطالية: Ivan Marconi) هو لاعب كرة قدم إيطالي في مركزي الدفاع وقلب الدفاع، ولد في 25 أكتوبر 1989 في بريشا في إيطاليا. لعب مع إنتر ميلان ونادي بريشيا ونادي سامبدوريا ونادي كريمونيسي ونادي لوميتساني.

## المسيرة مع الأندية

### البداية
ولد ماركوني في بريشيا، لومباردي، وبدأ مسيرته مع نادي إنتر ميلان. في موسم 2006–07، تم منحه القميص رقم 41 كعضو في فريق البريمافيرا. في منتصف عام 2007، تم نقله إلى لوميزاني مجانًا ولكنه أُعير إلى بريشيا في 31 أغسطس 2007. في الموسم التالي، تم التوقيع معه من قبل فريق الشباب في سامبدوريا. حصل ماركوني على استدعاء من الفريق الأول في 20 يناير 2009.

### غوبيو
في يناير 2009، تم بيعه إلى غوبيو من لوميزاني في صفقة مشاركة ملكية، حيث لعب لمدة موسم ونصف تقريبًا، كمدافع مركزي. في يونيو 2010، فشلت غوبيو ولوميزاني في الاتفاق على سعر نسبة التسجيل المتبقية 50%، ووجب على الحقوق أن تُقرر من خلال مزايدة مغلقة بين الناديين. في 30 يونيو 2010، تم فتح المزاد المغلق في ليغا برو وفاز لوميزاني بالمزاد بسعر أعلى.

### سافونا
في أغسطس 2010، تم إعارته إلى سافونا مع خيار توقيعه في صفقة مشاركة ملكية من لوميزاني. في 23 يونيو 2011، استخدمت سافونا الخيار. في يونيو 2012، حصلت سافونا عليه بشكل كامل.

### كريمنزي
في 7 يوليو 2015، تم التوقيع مع ماركوني من قبل كريمنزي.

### مونزا
في 5 يناير 2019، انضم إلى مونزا.

### باليرمو
في 20 أغسطس 2020، انتقل ماركوني إلى نادي باليرمو في دوري الدرجة C. كان له دور بارز في حملة باليرمو الناجحة في موسم 2021–22، حيث فاز النادي بمباريات الصعود، وأصبح مفضلًا لدى الجماهير بفضل إنقاذه الأيقوني بركلة bicycled kick في المباراة الأولى من النهائي ضد بادوفا. بعد تأكيده لمشاركة النادي في موسم 2022–23 من دوري الدرجة B، أثبت ماركوني أيضًا أنه لاعب قوي في المستوى الثاني، حيث سجل ثلاثة أهداف خلال النصف الأول من الموسم.
غادر باليرمو بنهاية موسم 2023–24 بعد انتهاء عقده.

### فيرتوس إنتيلا
في 23 يوليو 2024، وقع ماركوني مع فيرتوس إنتيلا.